# Nezdice (district de Plzeň-Sud)
Pour les articles homonymes, voir Nezdice.
Nezdice (en allemand : Nesditz) est une commune du district de Plzeň-Sud, dans la région de Plzeň, en République tchèque. Sa population s'élevait à 217 habitants en 2022.

## Géographie
Nezdice est arrosée par la rivière Úhlava et se trouve à 5 km au sud du centre de Přeštice, à 24 km au sud de Plzeň et à 101 km au sud-ouest de Prague.
La commune est limitée par Lužany au nord, par Příchovice au nord-est, par Vlčí à l'est, par Švihov au sud et au sud-ouest, et par Borovy à l'ouest.

## Histoire
La première mention écrite de la localité date de 1243. La commune fit partie du district de Klatovy jusqu'en 2006.

## Transports
Par la route, Nezdice se trouve à 10 km de Přeštice, à 28 km de Plzeň et à 116 km de Prague. 